# La Caverne des idées
La Caverne des idées est un roman de l'auteur espagnol José Carlos Somoza, publié originellement en 2000 aux éditions Alfaguara sous le titre La caverna de las ideas. Le roman a été traduit en français par Marianne Millon, pour les éditions Actes Sud, dans la collection Babel. L'œuvre remporte de Gold Dagger Award 2002.

## Intrigue
Dans le roman se déroulent deux intrigues, apparemment distinctes. En effet, l'histoire qui occupe la majeure partie du roman est traduite peu à peu par un traducteur, qui est lui aussi au centre d'une intrigue se déroulant principalement dans les notes en bas de page.
La première histoire se déroule pendant la Grèce antique, juste après la guerre du Péloponnèse. Celle-ci s'apparente à un roman policier historique : un éphèbe, nommé Tramaque, est retrouvé mort, supposément attaqué par des loups. Diagoras, son tuteur à l'Académie, intrigué par cette mort qu'il trouve suspecte, demande alors à un « déchiffreur d'énigmes », Héraclès Pontor, d'enquêter à ce sujet.
Un traducteur a été chargé par son éditeur de traduire cette histoire, dont l'auteur est inconnu. Le parchemin original ayant disparu, il la traduit d'après une version commentée par Montalo, un spécialiste de la Grèce antique contemporain du traducteur. Il nous livre ainsi en notes de bas de page ses commentaires et analyses sur le récit, et crée la seconde intrigue : il est persuadé que le texte qu'il traduit recèle une eidesis, une technique d'écriture consistant à transmettre, par des procédés de répétition, une idée dans un texte. Or, Montalo, pourtant spécialiste en la matière, ne s'en était pas aperçu...

## Personnages du roman

### Dans le livre ancien, se déroulant en Grèce antique
- Héraclès Pontor, un « déchiffreur d'énigmes » dont le nom et le physique rappellent le détective Hercule Poirot ;
- Tramaque, un jeune étudiant de l'Académie dont le corps mutilé est découvert au mont Lycabette au début du récit ;
- Etis, la mère de Tramaque, et une petite amie d'enfance d'Héraclès Pontor ;
- Diagoras, un tuteur de philosophie à l'Académie, qui charge Héraclès Pontor d'enquêter sur la mort de Tramaque ;
- Yasintra, une hétaïre travaillant au Pirée ;
- Ponsica, une esclave d'Héraclès Pontor ;
- Eunio et Antise, deux copains de classe de Tramaque à l'Académie ;
- Crantor, un philosophe errant rejetant la théorie des Idées de Platon, et ancien ami d'Héraclès Pontor ;
- Ménechme, un sculpteur et dramaturge athénien ;
- Platon, grand philosophe fondateur de l'Académie.
- Elea, fille d'Etis et sœur de Tramaque

### Dans les notes en bas de page
- Le traducteur, personnage dont le nom n'est jamais donné, que l'on connaît uniquement par ses commentaires sur l'œuvre qu'il traduit ;
- Hélène, une collègue du traducteur, qui identifie le premier message éidétique ;
- Montalo, un spécialiste de la Grèce antique qui a, le premier, compilé et annoté les papyrus de La Caverne des idées.